# Kugluktuk
Kugluktuk  (Inuinnaqtun: Qurluktuk, "luogo dell'acqua mossa"; Inuktitut: ᖁᕐᓗᖅᑐᖅ, Coppermine fino al 1º gennaio 1996) è un insediamento della Regione di Kitikmeot nel Nunavut, in Canada. L'abitato si trova a sudovest dell'Isola Victoria, ed è il più occidentale dell'intero Nunavut, al confine con i Territori del Nord-Ovest. Per il censimento del 2016 la popolazione era di 1,491 abitanti, con una crescita dell 11,4% rispetto al 2006.

## Società

### Lingue e dialetti
La lingua tradizionale della regione è quella Inuinnaqtun, scritta con i caratteri latini, e non con quelli della scrittura Inuktitut. Come anche a Cambridge Bay, Bathurst Inlet e a Umingmaktok, i caratteri tradizionali vengono utilizzati solamente in circostanze ufficiali dal governo del Nunavut.

## Geografia fisica

### Territorio
Kugluktuk è situata lungo la costa dell'Oceano Artico. Il territorio circondante è caratterizzato dalla forte presenza di rocce e montagne. Nella regione il clima è subartico, con lunghi e freddi inverni, leggere nevicate, ed estati troppo brevi per la crescita di arbusti. Esistono anche alcuni alberi, ma sono rari e sparsi nel territorio.
La vegetazione è composta da piccoli cespugli, licheni, more, bacche e fiorellini.

## Economia

### Servizi
La comunità gode di tutti i servizi primari di un paese, come l'ufficio postale, il Northern Store, un negozio cooperativo. L'intero paese è coperto dalla rete Internet wireless. Vi sono due scuole: la Kugluktuk High School e la Jimmy Hikok Ilihakvik.
Nel giugno 2004 nel centro del paese si ruppe un gasdotto, e dalla fessura uscirono oltre 2.000 litri di gasolio.